# 泰厄斯·埃德尼
泰厄斯·德韦恩·艾德尼（英語：Tyus Dwayne Edney，1973年2月14日—），美国NBA联盟职业篮球运动员。他在1995年的NBA选秀中第2轮第18顺位被萨克拉门托国王选中。